# Jania Góra (gmina Świekatowo)
Jania Góra (niem. Johannisberg) – wieś w Polsce, położona w województwie kujawsko-pomorskim, w powiecie świeckim, w gminie Świekatowo.
W latach 1975–1998 wieś administracyjnie należała do województwa bydgoskiego. Według Narodowego Spisu Powszechnego (III 2011 r.) liczyła 412 mieszkańców. Jest czwartą co do wielkości miejscowością gminy Świekatowo.

## Integralne części wsi
| SIMC    | Nazwa     | Rodzaj    |
| ------- | --------- | --------- |
| 1031209 | Dubielno  | część wsi |
| 1031310 | Rudzianek | część wsi |

## Wioska Chlebowa
Jania Góra od roku 2009 jest wioską tematyczną. Celem projektu jest promocja wsi Jania Góra oraz gminy Świekatowo.
Tworzenie i rozwój wioski realizuje Towarzystwo Rozwoju Gminy Świekatowo. Działania te wspierają również Gmina Świekatowo, Nadleśnictwo Zamrzenica i Starostwo Powiatowe w Świeciu. Na realizację projektu uzyskano dotacje z Urzędu Marszałkowskiego, Fundacji Wspomagania Wsi i Gminy Świekatowo. Po raz pierwszy piec do pieczenia chleba został rozpalony 23 maja 2009 roku.
Na rogatkach wsi ustawione są witacze z logo Wioski Chlebowej. Każdy dom w Janiej Górze posiada drewnianą tabliczkę ze słowem „chleb” w różnych językach świata. Dodatkowo we wsi kultywowana jest tradycja stawiania na polach i w obejściach strachów na wróble, których jest tu ponad 40.
Wioska Chlebowa posiada maskotki Balbina i Ptyś. Powstały one na I Festiwalu Chleba, natomiast na drugim przybyła Balbinie i Ptysiowi córeczka.

### Festiwal chleba
Od 2009 r. corocznie w drugą sobotę września organizowany jest Festiwal Chleba. Główną atrakcją festiwalu jest pieczenie chleba w piecu chlebowym. Podczas imprezy organizowane są również pokazy związane z procesem produkcji chleba np. młócenie zboża młockarnią, cepami oraz wystawy starych maszyn rolniczych, dawnego wyposażenia domu. Każdy z uczestników może skosztować świeżo wypieczonego chleba oraz regionalnych potraw przygotowanych przez miejscową ludność. Istotnym punktami programu festiwalu są konkursy, np. podczas II Festiwalu Chlebowego został ogłoszony konkurs dla piekarzy z terenu powiatu świeckiego i tucholskiego. Festiwal kończy się zabawą taneczną, która odbywa się na świeżym powietrzu.

### Nagrody
17 czerwca 2010 roku Towarzystwu Rozwoju Gminy Świekatowo przyznano nagrodę w III edycji Konkursu o Nagrodę Marszałka Województwa Kujawsko-Pomorskiego na najlepszą inicjatywę społeczną realizowaną przez organizacje pozarządowe pn. „Rodzynki z pozarządówki” za projekt „Promocja wioski chlebem i grzybami pachnącej”.

## Pomniki przyrody

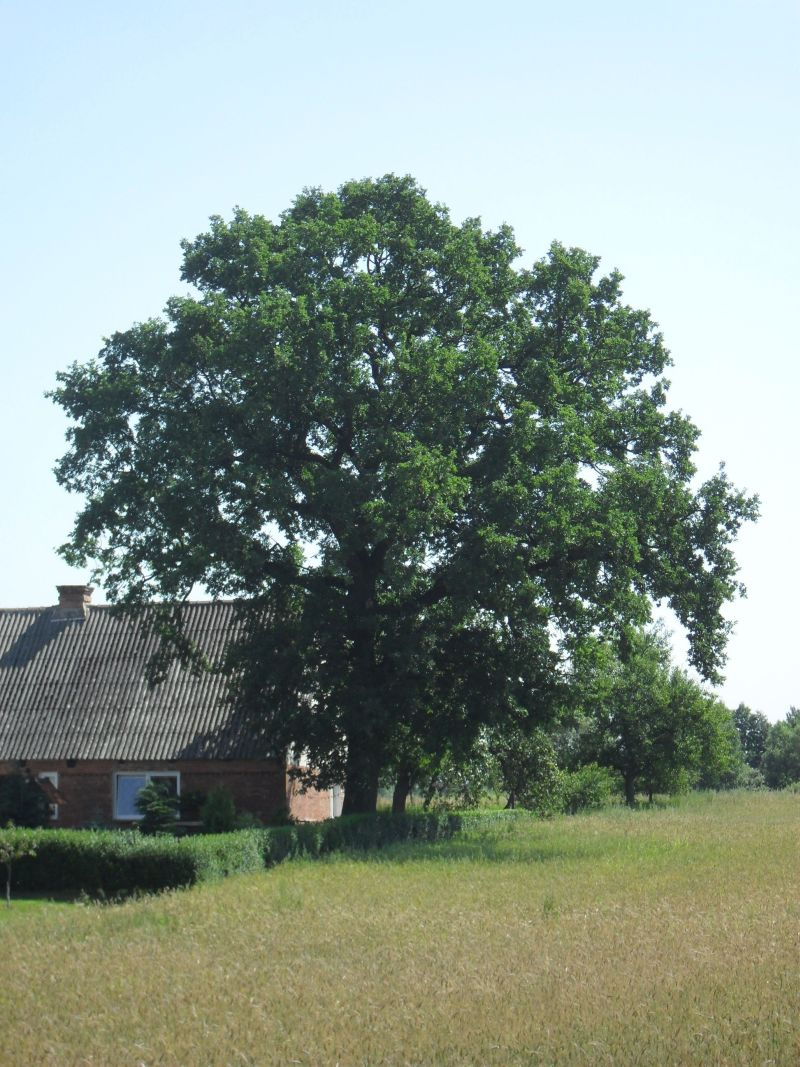
Pomnik przyrody.

- Dąb szypułkowy o obwodzie w pierśnicy 304 cm rosnący w ogrodzie na działce ewidencyjnej nr 285 obrębu Jania Góra w miejscowości Jania Góra, stanowiący własność Zenona Grecy. Nr rejestru woj. – 60[11].

## Cmentarze
Nieczynne:
- dwa cmentarze ewangelickie Jania Góra – Rudzianek z XX w., o pow. 0,06 ha i końca XX w., o pow. 0,5 ha
- cmentarz ewangelicki w Janiej Górze z początku XX w., o pow. 0,12 ha

Orientacyjna lokalizacja nieczynnych cmentarzy na mapie google: 